# Musée d'Art latino-américain de Buenos Aires
 (mars 2017).
Si vous disposez d'ouvrages ou d'articles de référence ou si vous connaissez des sites web de qualité traitant du thème abordé ici, merci de compléter l'article en donnant les références utiles à sa vérifiabilité et en les liant à la section « Notes et références ».
Le Museo de Arte Latinoamericano de Buenos Aires ou MALBA, en français  musée d'art latino-américain de Buenos Aires est un musée argentin situé dans le quartier de Palermo, à Buenos Aires, sur l'Avenida Figueroa Alcorta.  Il héberge la collection d'Eduardo F. Costantini, président de la fondation qui porte son nom et qu'il fonda.
La mission spécifique de ce musée est d'être un espace destiné à la collection, la conservation, l'étude et la diffusion de l'art latino-américain depuis le début du XXe siècle.

## Histoire
La collection Costantini fut ouverte depuis 1990 à des spécialistes en la matière, tant locaux qu'internationaux, et beaucoup de ses œuvres furent prêtées pour des expositions qui furent organisées en divers pays d'Amérique et d'Europe.  En 1996, l'ensemble fut présenté pour la première fois au public en général, dans l'enceinte du Musée national des Beaux-Arts de Buenos Aires, exposition qui se répéta peu après au Museo Nacional de Artes Visuales de Montevideo, en Uruguay.
À la fin de l'année 1998, avec l'acquisition d'un terrain sur l'Avenida Figueroa Alcorta à Buenos Aires, on fit le premier pas vers la construction d'une enceinte qui pourrait héberger la totalité de la collection Costantini. Après avoir convoqué un concours international en vue de réaliser l'édifice, et la réception de 450 propositions issues de 45 pays, on sélectionna trois architectes argentins pour exécuter la construction du musée. Ce furent Gastón Atelman, Martín Fourcade et Alfredo Tapia, de l'étude cordobèse AFT Arquitectos.

## Activités du musée
En plus de l'exposition de la collection Costantini, on réalise dans le musée des expositions temporaires d'art contemporain argentin et latino-américain. Il existe aussi une importante cinémathèque, ainsi qu'un secteur dédié à la littérature, au sein duquel se déroulent différentes rencontres et présentation de livres.